# 浜松東郵便局
浜松東郵便局（はままつひがしゆうびんきょく）は静岡県浜松市中央区にある郵便局。民営化前の分類では集配普通郵便局であった。

## 概要
住所：〒435-8799 静岡県浜松市中央区西塚町302

## 庁舎内施設・組織
- 1階
  - 郵便事務室（郵便部）
  - 窓口事務室（窓口営業部）
- 2階
  - 車庫
  - 自転車庫
  - 更衣室
- 3階
  - 第一集配営業部
  - 第二集配営業部
  - 会議室1〜3
  - 郵便予備室
- 4階
  - 局長室
  - 総務部
    - 勤務時間管理適正化対策本部
    - 紛失事故推進対策本部

  - 窓口営業部
  - 金融渉外部
  - 食堂
  - 会議室
  - 研修室

## 沿革
- 1969年（昭和44年）5月6日 - 浜松市天竜川町から同市篠ケ瀬町に移転するとともに、天竜川駅前郵便局から浜松東郵便局に改称。同日、特定郵便局から普通郵便局に局種別改定するとともに、中野町郵便局から集配業務を移管し、集配業務を開始[1]。
- 2000年（平成12年）3月13日 - 浜松市篠ケ瀬町1289[2]から同市西塚町金輪302に移転。
- 2000年（平成12年）8月14日 - 外国通貨の両替および旅行小切手の売買に関する業務取扱を開始。
- 2007年（平成19年）10月1日 - 民営化に伴い、併設された郵便事業浜松東支店に一部業務を移管。
- 2012年（平成24年）10月1日 - 日本郵便株式会社発足に伴い、郵便事業浜松東支店を浜松東郵便局に統合。

## 取扱内容
- 郵便、印紙、ゆうパック、内容証明
- 貯金、為替、振替、振込、国際送金、外貨両替・トラベラーズチェック、国債、投資信託
- 生命保険、バイク自賠責保険、自動車保険、がん保険、引受条件緩和型医療保険、変額年金保険
- ゆうちょ銀行ATM
- 「430-08xx」「435-00xx」区域（浜松市中央区一部）の集配業務
- ゆうゆう窓口

## 風景印
- 表記は『浜松東』
- 図案は『天竜川』・『天竜川橋』・『鮎』・『浜松城』
- 使用開始日は1980年（昭和55年）1月23日

## 周辺
- 浜松アリーナ
- 浜松労災病院
- 浜松市立蒲小学校
- 浜松プラザ
- 国道152号（旧東海道）

## アクセス
- JR東海東海道本線 天竜川駅から西へ、遠州鉄道鉄道線 助信駅もしくは八幡駅から東へ、それぞれ約2.3km（徒歩約27分）
- 遠鉄バス 75（・76）笠井線「サーラ」停留所下車
- 東名高速道路 浜松ICから南西へ約4.5km
- 駐車場あり：22台